# Tabinas Jefferson
Tabinas Jefferson (タビナス・ジェファーソン Tabinas Jefferson?, Tokio, 7 de agosto de 1998) es un futbolista japonés nacionalizado filipino que juega como defensa en el Mito HollyHock.

## Trayectoria

### Clubes
| Club              | País  | Año         |
| ----------------- | ----- | ----------- |
| Toko Gakuen HS    | Japón | 2017 - 2019 |
| Kawasaki Frontale | Japón | 2019 - 2021 |
| FC Gifu (cedido)  | Japón | 2019 - 2020 |
| FC Gifu (cedido)  | Japón | 2020 - 2021 |
| Mito HollyHock    | Japón | 2021 - Act. |

### Selección nacional
Ha sido internacional por Filipinas en 3 ocasiones.

## Estadística de carrera

### Clubes
| Club              | Año   | J. League | J. League | Copa J. League | Copa J. League | Total | Total |
| Club              | Año   | Part.     | Goles     | Part.          | Goles          | Part. | Goles |
| ----------------- | ----- | --------- | --------- | -------------- | -------------- | ----- | ----- |
| Kawasaki Frontale | 2017  | 0         | 0         | 0              | 0              | 0     | 0     |
| Kawasaki Frontale | 2018  | 0         | 0         | 0              | 0              | 0     | 0     |
| FC Gifu           | 2019  | 8         | 0         | 1              | 0              | 9     | 0     |
| Gamba Osaka       | 2020  | 30        | 0         | 1              | 0              | 31    | 0     |
| Mito HollyHock    | 2021  | 0         | 0         | 0              | 0              | 0     | 0     |
| Total             | Total | 38        | 0         | 2              | 0              | 40    | 0     |

### Selección nacional
Ha sido internacional por Filipinas en 3 ocasiones.
| 1 | 7 de junio de 2021  | Estadio Sharjah, Sharjah, Emiratos Árabes Unidos | China - Filipinas    | 2 - 0 | Clasificación Mundial de Fútbol 2022 |
| 2 | 11 de junio de 2021 | Estadio Sharjah, Sharjah, Emiratos Árabes Unidos | Filipinas - Guam     | 3 - 0 | Clasificación Mundial de Fútbol 2022 |
| 3 | 15 de junio de 2021 | Estadio Sharjah, Sharjah, Emiratos Árabes Unidos | Filipinas - Maldivas | 1 - 1 | Clasificación Mundial de Fútbol 2022 |